# Dane DeHaan
Dane William DeHaan (kiejtése: dəˈhɑːn) (Allentown, Pennsylvania, 1986. február 6. –) amerikai színész. 
Szerepelt többek között a 2012-es Az erő krónikája című filmben, a 2014-es A csodálatos Pókember 2.-ben, valamint a Valerian és az ezer bolygó városa című 2017-es filmben a címszereplőt alakította. Számos Prada-kampányban szerepelt.

## Élete és pályafutása
A pennsylvaniai Allentownban született, édesapja programozó, édesanyja a Metlife-nál dolgozik vezető pozícióban. Egy nővére van, Meghann.
Színészi pályafutását beugró színészként kezdte, az American Buffalo című színdarabban játszó Haley Joel Osment szerepét tanulta be. 2008-ban játszott először televíziós sorozatban, az Esküdt ellenségek: Különleges ügyosztály egyik epizódjában vendégszerepelt, majd 2010-ben John Sayles Amigo című filmjében kapott lehetőséget. Ezt követően Jesse-t alakította az In Treatment – A terapeuta című sorozat harmadik, majd Timbót a True Blood – Inni és élni hagyni negyedik évadjában.
2012-ben Az erő krónikája című filmben játszott, majd a Fékezhetetlen című alkotásban Cricketet alakította. 2013-ban  Lucien Carr szerepét kapta meg az Öld meg kedveseid című filmben Daniel Radcliffe oldalán. Alakítását dicsérték a kritikusok. 2014-ben az A csodálatos Pókember 2.-ben Harry Osbornt személyesítette meg.
2015-ben James Deanként volt látható a Life című drámában, majd 2017-ben a Valerian és az ezer bolygó városa címszerepét kapta meg.

## Filmográfia

### Film
| Év   | Magyar cím                        | Eredeti cím                                 | Szerep                     | Magyar hang       | Rendező           |
| ---- | --------------------------------- | ------------------------------------------- | -------------------------- | ----------------- | ----------------- |
| 2010 |                                   | Amigo                                       | Gil                        |                   | John Sayles       |
| 2012 |                                   | Jack & Diane                                | Chris                      |                   | Bradley Rust Gray |
| 2012 | Az erő krónikája                  | Chronicle                                   | Andrew Detmer              | Fehér Tibor       | Josh Trank        |
| 2012 | Fékezhetetlen                     | Lawless                                     | Cricket Pate               | Előd Botond       | John Hillcoat     |
| 2012 | Lincoln                           | Lincoln                                     | katona                     | Molnár Levente    | Steven Spielberg  |
| 2012 | Túl a fenyvesen                   | The Place Beyond the Pines                  | Jason Glanton              | Gacsal Ádám       | Derek Cianfrance  |
| 2013 | Ördöglakat                        | Devil's Knot                                | Chris Morgan               | Szalay Csongor    | Atom Egoyan       |
| 2013 | Öld meg kedveseid                 | Kill Your Darlings                          | Lucien Carr                | Előd Álmos        | John Krokidas     |
| 2013 |                                   | Metallica: Through the Never                | Trip                       | eredeti nyelven   | Antal Nimród      |
| 2014 | A csodálatos Pókember 2.          | The Amazing Spider-Man 2                    | Harry Osborn / Zöld Manó   | Előd Álmos        | Marc Webb         |
| 2014 | Zombibarátnő                      | Life After Beth                             | Zach Orfman                | Hamvas Dániel     | Jeff Baena        |
| 2015 | Kupák lovagja                     | Knight of Cups                              | Paul                       |                   | Terrence Malick   |
| 2015 |                                   | Life                                        | James Dean                 |                   | Anton Corbijn     |
| 2016 | Balerina                          | Ballerina                                   | Victor (hangja)            | Fehér Tibor       | Eric Summer       |
| 2016 |                                   | Two Lovers and a Bear                       | Roman                      |                   | Kim Nguyen        |
| 2017 | Az egészség ellenszere            | A Cure for Wellness                         | Mr. Lockhart               | Czető Roland      | Gore Verbinski    |
| 2017 | Tulipánláz                        | Tulip Fever                                 | Jan Van Loos               | Hamvas Dániel     | Justin Chadwick   |
| 2017 | Valerian és az ezer bolygó városa | Valerian and the City of a Thousand Planets | Valérian őrnagy            | Hamvas Dániel     | Luc Besson        |
| 2018 |                                   | The Boxcar Children: Surprise Island        | John Joseph Alden (hangja) |                   | Mark A.Z. Dippé   |
| 2019 | Billy, a Kölyök                   | The Kid                                     | Billy, a Kölyök            | Előd Álmos        | Vincent D’Onofrio |
| 2023 | Oppenheimer                       | Oppenheimer                                 | Kenneth Nichols            | Szűcs Péter Pál   | Christopher Nolan |
| 2023 | Pénzeső                           | Dumb Money                                  | Brad                       | Karácsonyi Zoltán | Craig Gillespie   |

### Televízió
| Év        | Magyar cím                               | Eredeti cím                       | Szerep           | Megjegyzések                                          |
| --------- | ---------------------------------------- | --------------------------------- | ---------------- | ----------------------------------------------------- |
| 2008      | Esküdt ellenségek: Különleges ügyosztály | Law & Order: Special Victims Unit | Vincent Beckwith | 1 epizód                                              |
| 2010      | In Treatment – A terapeuta               | In Treatment                      | Jesse D'Amato    | 7 epizód                                              |
| 2010      | Veszélyben                               | At Risk                           | Cal Tradd        | tévéfilm                                              |
| 2010      | A titokzatos akta                        | The Front                         | Cal Tradd        | - tévéfilm - magyar hangja: - Simonyi Balázs          |
| 2011      | True Blood – Inni és élni hagyni         | True Blood                        | Timbo            | 3 epizód                                              |
| 2019–2020 | ZéróZéróZéró                             | ZeroZeroZero                      | Chris Lynwood    | minisorozat főszereplő (8 epizód)                     |
| 2020      | Az idegen                                | The Stranger                      | Carl E.          | főszereplő (13 epizód)                                |
| 2021      | Lisey története                          | Lisey's Story                     | Jim Dooley       | minisorozat (8 epizód)                                |
| 2022      | Az utolsó lépcsőfok                      | The Staircase                     | Clayton Peterson | - minisorozat (7 epizód) - magyar hangja: - Pál Tamás |
| 2025      | A vadnyugat születése                    | American Primeval                 | Jacob Pratt      | - főszereplő - magyar hangja: - Schruff Milán         |